# جانغ وون يونغ
جانغ وون يونغ (بالكورية: 장원영؛ من مواليد 31 أغسطس 2004)، والمعروفة باسم وونيونغ، هي مغنية وعارضة أزياء كورية جنوبية. وهي عضوة في فرقة الفتيات آيف تحت شركة ستارشيب إنترتينمنت وهي أيضًا عضوة سابقة في فرقة الفتيات إيزون.

## النشأة والتعليم
ولدت جانغ وون يونغ في 31 أغسطس 2004 في سول. بعد بدء أنشطتها مع إيزون، التحقت جانغ بمدرسة منزلية في أبريل 2019 ونجحت جانغ بدرجة ممتازة في اللغة الكورية والإنجليزية والرياضيات. جانغ حاليًا طالبة في مدرسة سول للفنون التعبيرية.

## المهنة
من 15 يونيو إلى 31 أغسطس 2018، شاركت جانغ في برنامج إمنت لفرق الفتيات Produce 48. احتلت المركز الأول واصبحت عضوة في فرقة الفتيات إيزون. بعد تفكك إيزون في 29 أبريل 2021، عادت جانغ كـ متدربة في شركة ستارشيب إنترتينمنت. في سبتمبر 2021، أصبحت جانغ مذيعة جديدة لـ ميوزيك بانك مع سونغهون عضو انهايبين. تم اختيارها أيضًا كـ مذيعة لحفل جوائز آسيا الفنية لعام 2021 في 2 ديسمبر مع ليتوك. في 4 نوفمبر 2021، كشفت ستارشيب عن جانغ كواحدة من الأعضاء الستة في فرقة الفتيات الجديدة آيف.
في 1 ديسمبر 2021، ظهرت جانغ رسميًا كعضوة في آيف مع إصدار ألبومهم الفردي بعنوان Eleven. في 15 يوليو 2022، تم اختيار جانغ مرة أخرى لاستضافة حفل جوائز آسيا الفنية لعام 2022 التي أقيم في اليابان في 13 ديسمبر مع ليتوك.

## أعمال أخرى

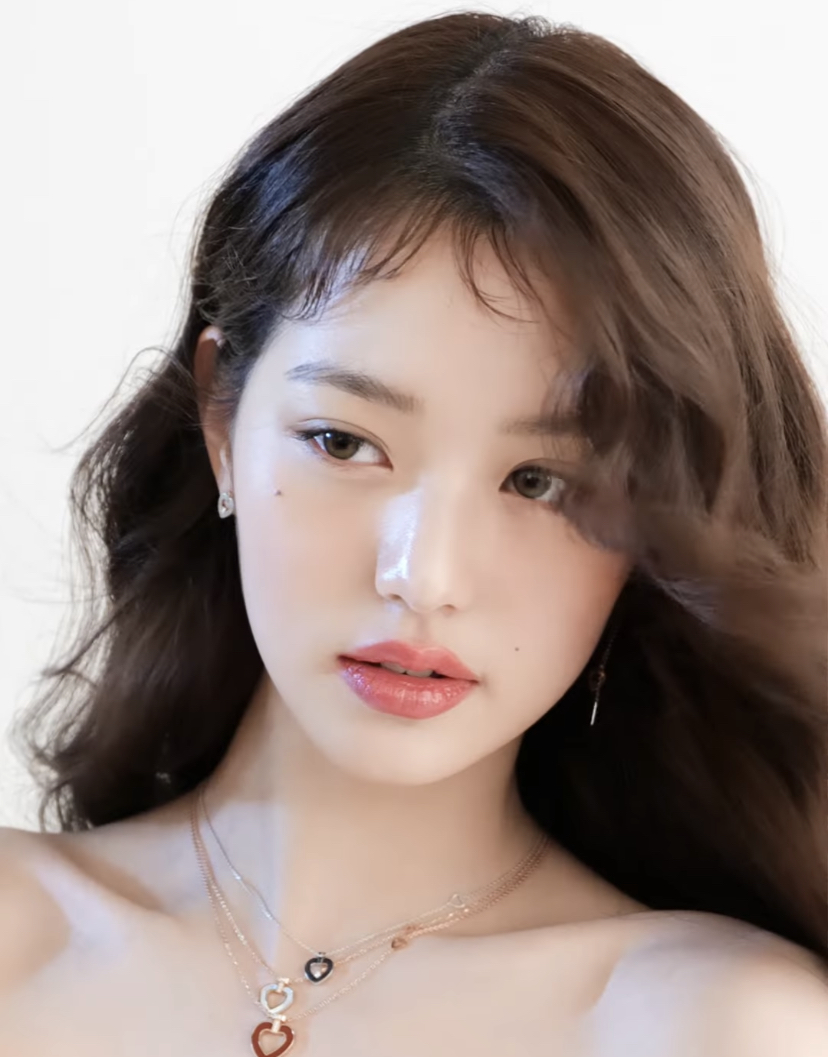
جانغ وون يونغ لـ مجلة ماري كلير في 2022.

جانغ هي سفيرة للعديد من العلامات التجارية، وقد ظهرت أيضًا على أغلفة العديد من المجلات وتعتبر واحدة من أكثر المغنيات طلبًا في كوريا عندما يتعلق الأمر بالصفقات الإعلانية. جانغ، عندما كانت عضوة في إيزون، ظهرت على أغلفة المجلات بيوتي بلس و فوغ كوريا وإل كوريا من اجل الترويج لمختلف منتجات التجميل في كوريا الجنوبية مثل ديور وميو ميو. ظهرت أيضًا في عدد يوليو 2020 من جي كيو كوريا. بعد تفكك إيزون، ظهرت جانغ في العديد من اعلانات لعلامات تجارية وفي 27 يوليو 2021، أعلنت شركة Amorepacific أنه تم اختيار جانغ كسفيرة عالمية لعلامة مستحضرات التجميل أينسفري. في إصدار مجلة هاربر بازار كوريا ديسمبر 2021، والذي كانت جانغ عن غلافها، تم الإعلان رسميًا عن جانغ كسفيرة عالمية لـ ميو ميو.
في 20 مايو 2022، تم الإعلان رسميًا عن جانغ كأحدث وجه لشركة كوريا الجنوبية للاتصالات. في 16 أغسطس 2022، تم اختيارها رسميًا كعارضة أزياء جديدة للعلامة التجارية الفرنسية للأزياء الخارجية آيدر. في 19 أغسطس 2022، تم الإعلان عن جانغ كأول سفيرة كورية لماركة المجوهرات والساعات الفرنسية فريد جويلييه. مثلت جانغ العلامة التجارية في صورة لعدد سبتمبر 2022 من مجلة ماري كلير كوريا.